# Leptagria perexilis
Leptagria perexilis är en skalbaggsart som beskrevs av Thomas Casey 1906. Leptagria perexilis ingår i släktet Leptagria och familjen kortvingar. Inga underarter finns listade i Catalogue of Life.